# Flemingia tuberosa
Espèce
Synonymes
- Moghania tuberosa (Dalzell) Kuntze[1]

Flemingia tuberosa est une espèce de plantes à fleurs dicotylédones de la famille des Fabaceae, sous-famille des Faboideae, originaire du sud de l'Inde.

## Description
C'est un plante vivace aux tiges grimpantes ou rampantes pouvant atteindre 1,2 mètre de long.
La racine est souvent récoltée dans la nature pour un usage local comme plante alimentaire ou médicinale.

## Distribution
L'aire de répartition de Flemingia tuberosa s'étend dans la chaîne des Ghats occidentaux, dans les États suivant de l'Inde méridionale : Maharashtra, Karnataka, Kerala, Tamil Nadu.